# Constant false alarm rate
La détection par Constant false alarm rate, CFAR (taux de fausse alarme constant, TFAC) fait référence à une forme classique d'algorithme adaptatif utilisée dans les radars pour isoler le signal retour d'une cible d'un bruit de fond important, de brouillage et d'interférences.
Il existe également d'autres algorithmes de détection qui, eux, ne sont pas adaptatifs. On parle alors parfois de clairvoyant detectors (détecteurs « clairvoyants »).

## Principe
Dans un récepteur radar classique l'écho de retour de la cible est reçu par l'antenne, amplifié, mélangé pour abaisser sa fréquence puis passé dans un détecteur pour séparer l'enveloppe du signal. Cette enveloppe est proportionnelle à la puissance de l'écho reçu et contient à la fois le signal désiré de l'écho et des signaux non désirés comme le bruit du récepteur, des fantômes et des interférences électromagnétiques.

Le rôle du constant false alarm rate circuitry consiste à déterminer le seuil de puissance au-dessus duquel chaque écho reçu peut être considéré comme venant vraisemblablement d'une cible réelle. Si le seuil est trop bas, on détecte plus de cibles mais on augmente le nombre de fausses alertes. Inversement, si le seuil est trop élevé, on a moins de fausses alertes mais on détecte moins de cibles probables. Dans la plupart des cas le seuil est choisi pour être compatible soit avec un taux déterminé de fausses alertes, soit pour un temps t entre deux fausses alertes.
Si la zone dans laquelle les cibles doivent être détectées est stable dans le temps et dans l'espace, alors on peut utiliser un seuil fixe pour une certaine probabilité de fausses alertes. Ce seuil est déterminé par la fonction de densité de probabilité du bruit qui est généralement considérée comme gaussienne. La probabilité de détection est alors une fonction du rapport signal sur bruit de l'écho réfléchi par la cible. Cependant, pour la plupart des systèmes de campagne, des sources génératrices d'interférences ou de fantômes font que le niveau du bruit varie dans l'espace et le temps. Dans ce cas il va falloir utiliser un système à seuil variable dans lequel le seuil pourra être relevé ou abaissé pour conserver une probabilité fixe de fausses alertes. Ce système est connu sous le nom de « constant false alarm rate (CFAR) detection, détection de taux de fausse alarme constant (TFAC) ».

## TFAC à seuil variable
Dans la plupart des systèmes à seuil variable, CFAR detection, le seuil est calculé en estimant le niveau du bruit de fond autour de la cellule testée ("Cell Under Test" - CUT). Pour cela, on prend une série de cellules autour de celle sous test et on calcule le niveau de puissance moyen. Pour éviter que les résultats soient faussés par la puissance reçue dans la CUT, on élimine du calcul les cellules immédiatement adjacentes. Une cible est considérée présente dans la CUT si son signal est à la fois supérieur aux cellules adjacentes et au niveau de puissance moyen calculé. Ce système de calcul assez simple s'appelle « cell-averaging CFAR », CA–CFAR (TFAC par cellule moyennée).
D'autres systèmes sont basés sur le calcul de moyennes respectivement pour les cellules situées à droite et à gauche de la CUT considérée. Les valeurs les plus hautes et les plus basses sont intégrées respectivement pour permettre d'améliorer la détection dans le cas où on se trouve à proximité d'une source de brouillage.

## Approches plus sophistiquées
Il existe des algorithmes plus sophistiqués qui permettent d'adapter automatiquement le seuil de détection en intégrant de façon rigoureuse les statistiques de l'espace dans lequel la cible doit être détectée. Ce système est assez commun dans la marine où l'espace est très changeant (fantômes dus aux vagues, aux météores, etc.) et, par conséquent, mal modélisé par un bruit blanc gaussien. C'est un problème très délicat car il est difficile de différencier un écho renvoyé par la surface de la mer de celui renvoyé par un périscope de sous-marin par exemple.